# Akershus Vest
Akershus Vest er en af tre regioner i det tidligere Akershus (nu Viken) fylke, og ligger vest for Norges hovedstad Oslo, og som er geografisk adskilt fra de øvrige dele af Akershus. Enklaven omfatter de to kommuner Asker og Bærum, som har et samlet areal på 569 kvadratkilometer med 222.338 indbyggere pr 1. januar 2020.
Området er en del af Oslos byområde og Osloregionen, og indgik i det historiske distrikt Vingulmark.

## Administrative inddelinger
- Kommunerne deltager i Vestregionsamarbeidet og i Samarbeidsalliansen for Osloregionen.
- Området var en del af det tidligere fogderi Aker og Follos fogderi.
- Området er retsområde for Asker og Bærum tingrett under Borgarting lagdømme
- Asker omfattes af Asker provsti og Bærum af Bærum provsti, begge under Oslo bispedømme i Den norske kirke.
- Området udgør næringsregion (NHO) Akershus Vest.